# Sanders Sides
Sanders Sides (literalmente Los lados de Sanders) es una serie web de YouTube creada y protagonizada por Thomas Sanders. Sus guionistas son Thomas Sanders y, desde el 8.º episodio, Joan. Se estrenó el 19 de octubre de 2016 y tiene 30 episodios divididos en dos temporadas. La primera temporada tiene 17 episodios publicados del 19 de octubre de 2016 al 19 de julio de 2017. La 2.ª temporada comenzó el 1 de septiembre de 2017 y, a fecha de junio de 2020, tiene 13 episodios. La serie cuenta los varios dilemas y problemas personales y existenciales de un chico llamado Thomas, que tiene la habilidad de crear proyecciones físicas de los diferentes rasgos de su personalidad, que se convierten en cuatro personas conocidas colectivamente como los "Sanders Sides", (los "lados de Sanders"). Su lógica toma el aspecto de un profesor y el nombre de Logan, su moralidad toma el aspecto de un padre de familia estadounidense y el nombre de Patton, su creatividad toma el aspecto de un príncipe Disney y el nombre de Roman, y su ansiedad toma la forma de un oscuro adolescente emo y el nombre de Virgil. Juntos, Thomas y los Sanders Sides analizan los dilemas por los que pasa Thomas e intentan encontrar la mejor solución o conclusión sobre ellos. Thomas Sanders mencionó repetidamente que esos personajes son representaciones de su única personalidad, ya que vio a algunos espectadores llamarles "personalidades", como si Thomas fuera interpretado sufriendo trastorno de identidad disociativo, que es algo distinto a lo que Sanders quiere mostrar en la serie, comparándola en su lugar a Inside Out, una película en la que Sanders reconoce inspiración.
Los Sanders Sides suelen ser todos interpretados por el propio Thomas Sanders, aunque en ocasiones también les han interpretado Joan, Valerie Torres, Terrence Williams Jr. y Talyn. Joan y Talyn colaboran también intensamente con Sanders en la producción de la serie, investigando sobre los temas principales de cada episodio, fabricando atrezzo, decorando escenarios, diseñando y cosiendo a mano algunas piezas de vestuario, haciendo parte del maquillaje y asistiendo en la dirección, montaje y efectos especiales. Sanders Sides también ha mostrado apariciones de estrellas invitadas como Lilly Singh o Butch Hartman, quien, aparte de aparecer como él mismo, creó una secuencia animada en exclusiva para Sanders Sides en la que Thomas y sus Sides se convirtieron en personajes de dibujos animados. Tara Strong, que ya había aparecido en varios Vines y Sanders Shorts, también hizo un cameo de voz en el episodio de Hartman. Después de que Vine cerrara en enero de 2017 y que series como Narrating People's Lifes fueran suspendidas, Sanders Sides se convirtió, en palabras de Thomas Sanders, en "la piedra angular del canal de YouTube", recibiendo cientos de obras de arte de los espectadores semana a semana y una avalancha de fotografías de cosplay sobre sus personajes en Halloween de 2017.

## Argumento
Thomas comienza cada episodio como un vlog ordinario sobre un tema o dilema determinado. A veces le interrumpen los Sanders Sides que surgen ante él, y a veces Thomas les invoca para que le ayuden. De cualquier forma, esto comienza un debate en el que cada uno de los Sides ofrece su punto de vista de acuerdo con el rasgo de personalidad que representa, hasta que llegan todos a una conclusión, tanto para Thomas como para los espectadores. Todo esto se combina con gags y momentos cómicos, dramáticos o de intriga que suceden entre Thomas y los Sides. Algunos dilemas cubiertos por la serie han sido, entre otros, como reducir la ansiedad, cosas y trucos que aprender para alcanzar una mejor madurez, como acercarse a alguien románticamente, cuando escuchar a la mente o al corazón en la vida diaria, distorsiones cognitivas y formas de evitarlas, causas y soluciones para la procrastinación, cómo convertirse en adulto no significa renunciar al niño interior del todo, tratar con los cambios en la vida, como la ansiedad es necesaria en dosis correctas en la vida humana, cómo encajar en la vida, formas en que sobrellevar una ruptura romántica, y formas y consecuencias de mentir.

## Personajes
- Thomas: Thomas es un joven que aspira a ser actor y cantante y trabaja como YouTuber haciendo vídeos musicales y cómicos, así como espectáculos de teatro musical.[Nota 1] Creó en el pasado tres personajes para sus series cómicas, llamados el Profesor, el Papá y el Príncipe, y consiguió un cierto éxito con ellos online. Cuando estaba haciendo un blog, intentando desarrollar cómo es él e intentando que la gente le conociera mejor, decidió proyectar los distintos aspectos de su personalidad en esos personajes, cada uno de ellos asumiendo uno de esos rasgos. Para la gente externa, Thomas solo habla consigo mismo. Para él y para los espectadores, sostiene largas conversaciones con los Sanders Sides que le ayudan a encontrar soluciones a sus problemas diarios y existenciales.

### Los Sanders Sides
Los Sanders Sides son proyecciones mentales físicas de los diferentes rasgos de la personalidad de Thomas. Tienen el poder de cambiar de forma (lo que permite que les interpreten en ocasiones actores distintos o que aparezcan ocasionalmente en forma de dibujos animados o marionetas) y pueden hacer aparecer y desaparecer objetos a su voluntad. Aparentemente, solo existen en la mente de Thomas y cualquier observador externo solo vería a Thomas hablando consigo mismo.
- Logan/Lógica:[24] Logan es el pensamiento lógico de Thomas, su inteligencia y su conocimiento adquirido. Tiene la apariencia de un profesor de instituto, llevando una camisa polo negra, una corbata azul añil y unas gafas Warby Parker negras. Su nombre está basado en el concepto de Logos de Aristóteles, uno de los tres modos de persuasión que apela a la lógica y el razonamiento.[25] Siempre muestra una actitud seria y sobreanalítica, y tiene dificultad para procesar las emociones, las expresiones con doble sentido y las palabras de jerga, normalmente interpretando las cosas que otros le dicen demasiado literalmente, necesitando el uso de tarjetas de vocabulario en las que escribe sus múltiples significados para poder seguir las conversaciones.[26]

- Patton/Moralidad/Papá:[27] Patton es la moralidad de Thomas, su sentido del bien y el mal, sus emociones y sentimientos y su niño interior. Tiene la apariencia del típico padre de familia estadounidense: viste una camisa polo azul celeste, un cárdigan gris anudado en los hombros y gafas negras, las mismas Warby Parker que lleva Logan. Su nombre está basado en el concepto de Pathos, también de Aristóteles, otro de los tres modos de persuasión, este apelando a las emociones.[28] Como la moralidad de Thomas, es interpretado como un padre, algo irónico, ya que al representar también al niño interior de Thomas, es interpretado con la mente de un niño inocente, juguetón y fácilmente distraído a pesar de ser el padre del grupo.[29] También se muestra con un gran gusto por los chascarrillos, algo que exaspera a Logan. Es muy emotivo y es entre los Sides quien le tiene más cariño a Virgil, hasta el punto de adoptarle unilateralmente como su "hijo oscuro y extraño".[30][31]

- Príncipe Roman/Creatividad/"Princi":[32] Roman es la creatividad de Thomas, su imaginación, sus esperanzas y sueños, su romanticismo y su amor por cantar. Tiene la apariencia de un príncipe Disney de cuento de hadas, lleva un traje real inspirado en el príncipe de La Cenicienta, estilo siglo XIX, de color blanco con un adorno dorado en un hombro y una banda roja cruzando el pecho. A veces, lleva una katana como su arma personal. Su nombre está basado tanto en el concepto de romanticismo, de romance, como en el del Romanticismo, el movimiento artístico que tiene cuentos de caballeros y princesas como uno de sus temas.[33] Como la creatividad e imaginación de Thomas, suele tender a un comportamiento poco realista y, como representa tanto la masculinidad como la femininidad de Thomas, suele hablar con una voz impostada masculina, pero grita con voz de mujer cuando se asusta de repente (su voz gritada la proporciona Talyn),[34] y a veces muestra una voz sutilmente afeminada y le gustan las cosas que la sociedad suele considerar femeninas.[35] También se muestra con una personalidad bastante narcisista, pero trabajando constantemente en refrenarse.[36]

- Virgil/Ansiedad:[37] Virgil es la ansiedad de Thomas, sus miedos, sus reflejos de lucha o huida y su instinto de supervivencia. Muestra la apariencia de un adolescente emo, con una camiseta negra, una capucha gris, el pelo sobre la cara y sombra de ojos en los párpados inferiores. Su nombre está basado en el nombre latino Vergilius, que aunque etimológicamente es de origen desconocido, los expertos teorizan que deriva de "vigilia" o "vigilante", y también en el poeta romano Virgilio, en inglés Virgil, que aparece como personaje en Dante's Inferno, un videojuego basado en La divina comedia de Dante, donde escolta a Dante por el Inframundo.[38] Como la ansiedad de Thomas, actúa como el antagonista en sus primeras apariciones, ya que representa el pensamiento negativo de Thomas sobre sí mismo, y luego se convierte en la voz de la razón, pero con una actitud fatalista. Roman y él muestran una relación de tira y afloja en la que Roman lanza de forma constante motes insultantes contra Virgil y Virgil le devuelve algunos también.[39] En la primera temporada, Virgil se muestra sintiéndose aislado y no querido por el grupo y siente un auténtico agradecimiento hacia Patton por ser el único que le aceptó desde el principio.[31] En la segunda temporada, tras el final de la primera, Virgil sigue sintiéndose como "el raro", pero se esfuerza en encajar con los otros, y los otros hacen lo que pueden para que se sienta bienvenido.[40]

### Los Sides Oscuros
Son la representación de los rasgos más oscuros de la personalidad de Thomas, y actúan de antagonistas tanto para él como para los Sanders Sides. Su existencia se mencionó por primera vez en el final de la primera temporada.
- Janus: Representa las mentiras intencionadas o no que Thomas se dice a sí mismo y a los demás en su entorno.Su nombre hace referencia a Jano (Ianus), en la mitología romana, es el dios de las puertas, los comienzos, los portales, las transiciones y los finales , este es representado con dos caras mirando ambos lados de su perfil ,estas representan el pasado y el futuro . Tiene el poder de obligar a los Sanders Sides a callar todo aquello que Thomas inconscientemente no quiere saber de sí mismo, incluyendo la existencia de los demás Sides Oscuros, pero ese poder llega tan lejos como Thomas le permita, si él decide saber algo, Janus pierde su poder. Puede asumir la forma de cualquiera de los otros Sides, mostrándose disfrazado de Patton la primera vez que aparece, pero cuando asume su forma real, lleva un vestuario inspirado en la era Victoriana del siglo XIX que recuerda a Mr. Hyde, con un bombín, una capa corta y guantes amarillos chillones.[42] La parte derecha de su cara tiene un aspecto normal, mientras que la izquierda tiene apariencia de serpiente, con un ojo con el iris amarillo, pupila rasgada, el párpado de una piel callosa rosada, la cara desde la frente hasta la barbilla cubierta de escamas verdosas y una cicatriz que cruza la mejilla desde la comisura de la boca hasta la oreja. Según Joan dijo en su cuenta de Tumblr, el vestuario y maquillaje de Janus fueron diseño suyo, mientras que Talyn cosió la capa y aplicó el maquillaje.[43] Janus se muestra como un personaje taimado que dice mentiras fácil y confiadamente, y que parece sentir algún tipo de placer en mentir más allá de lo que debería, lo que en el episodio se dice que es un mecanismo de autoconservación. Aunque Janus puede decir la verdad si quiere o si se le escapa accidentalmente, y puede mezclar verdades y mentiras para reforzar las mentiras, la mayor parte del tiempo todo lo que dice voluntariamente es mentira.Si la verdad detrás de una mentira de Janus es creíble o no depende de la situación y la pregunta que se hizo, dependiendo más de lo que Thomas cree que es verdad sobre sí mismo en el momento más de lo que realmente es verdad.[44]

- Remus: Representa el lado oscuro de la creatividad de Thomas y se le conoce como el opuesto de su "gemelo" Roman.[45] Su nombre se deriva del nombre del hermano de Romulus, Remus, a quien el primero mató antes de fundar el imperio romano.[Nota 2] Al igual que Roman, Remus es propenso a palabras y comportamientos imprudentes. Él mismo dice que no hay rima o razón para lo que [él] hace; [él] acaba de hacer [es]! Él anhela atención, y ser ignorado o (en sentido figurado) disfrazado lo impulsa a actuar aún más caóticamente. En general, Remus es un personaje orgulloso demente. Su primera aparición se define en gran medida haciendo que los otros lados y Thomas se sientan incómodos al abordar el tema de la conversación con temas obscenos como la violencia brutal y / o los actos sexuales.También es, con mucho, el lado más violento físicamente: mientras Virgil amenaza e intimida, y Janus emplea manipulación emocional, Remus deja inconsciente a Roman con una estrella de la mañana en su debut, y luego ataca a Logan con un shuriken y sus propios dientes. No tiene reparos en atacar físicamente a las personas para salirse con la suya, o simplemente porque [es] impredecible así. Paradójicamente, Remus parece profundamente ofendido cuando Thomas lo llama "aterrador". Esto sugiere que el principal deseo de Remus es que Thomas implemente su marca de creatividad, y antagonizar con los otros lados es un efecto secundario (apreciado). O porque, como dice Logan, el duque solo tiene poder sobre [Thomas] porque Virgil y Patton creen que sí. A diferencia de Janus, que miente casi constantemente, Remus es honesto hasta el extremo, llegando a revelar su nombre en el mismo episodio que aparece por primera vez. Esto se debe a que representa el pensamiento puro y sin filtrar, incluida la cruda verdad.El discurso de Remus está salpicado de referencias religiosas como Caín y Abel, el árbol del conocimiento, e incluso dice que [él] era el hermano no amado del Génesis. Esto se debe a que parte de él proviene de la educación católica y la culpa religiosa de Thomas. Uno de los pasatiempos de Remus es comer desodorante. Puedes verlo haciendo esto varias veces en Tratando con PENSAMIENTOS INTRUSIVOS.Remus lleva un brillante traje de duque de la era Stuart en negro y verde, casi los colores invertidos de Roman, excepto el verde. El disfraz está acentuado con elementos de terror como dientes humanos y un globo ocular. Tiene un quiff plateado en el pelo, un bigote rizado y maquillaje para ojos color moretón.

## Producción

### Antecedentes
Sanders Sides es un spin-off de la serie de Vines de Thomas Sanders, ya que Patton, Roman y Logan están basados en personajes que habían debutado anteriormente en Vine en 2014, Papá, Príncipe y Profesor respectivamente. Estos nombres, como se señala anteriormente, también se usaron en Sanders Sides como motes, aunque el mote de Profesor ha sido mucho menos usado que los otros, y el de Príncipe se acortó a "Princi". Allí, cada uno tiene su propia serie de Vine. La serie de Papá comenzó el 15 de enero de 2014, la del Príncipe comenzó el 4 de junio de 2014, y la del Profesor comenzó el 3 de noviembre de 2014. Todas estas series siguen en activo en Sanders Shorts, en el Instagram de Thomas Sanders. Virgil también ha aparecido ocasionalmente en Vine y en Sanders Shorts, pero él fue una creación original para Sanders Sides. Virgil no tiene una serie propia y siempre ha aparecido como un malvado brujo en la serie del Príncipe o como la personificación simple de la ansiedad en la serie de Sueño. En esta última aparición, Thomas Sanders dejó claro que los equivalentes de Sanders Shorts son independientes de los personajes de Sanders Sides y solo comparten apariencia física, pero no hay canonicidad compartida entre los universos de Sanders Shorts y de Sanders Sides.

### Evolución de Sanders Sides
El primer episodio se creó como un vlog individual, y su éxito llevó al establecimiento de una serie web de larga duración. En los primeros episodios de Sanders Sides, Logan, Roman y Patton exhiben rasgos de personalidad heredados de sus contrapartes de Sanders Shorts, como Logan siendo menos serio y mucho más alegre de lo que sería; Roman mostrando una voz completamente teatral y masculina todo el tiempo, sin signos de afeminamiento, con un fuerte acento extranjero en su lugar que pronto desapareció; y Patton actuando menos como un niño y más como un adulto atolondrado. Evolucionarían según fue avanzando la serie. Sin embargo, entre los Sides, Virgil es el que tuvo la evolución más drástica. Comenzó como un personaje antagonista que disfrutaba de la ansiedad que infligía sobre Thomas, y poco a poco se suavizó, abandonando su comportamiento inicial amenazador, hasta que revela que realmente le importa el bienestar de Thomas y que solo pretende protegerle, siendo aceptado así por el grupo. Esto, en palabras de Sanders, era un símbolo de Thomas primero rechazando y después aceptando poco a poco su ansiedad como parte de sí mismo.
En el primer episodio de la segunda temporada, aparte de un cambio en la canción de apertura y un nuevo logo hecho específicamente para Sanders Sides, hubo un ligero rediseño de los personajes, que empezaron a llevar nuevo vestuario. Todos los Sanders Sides, al igual que el propio Thomas Sanders, comenzaron a llevar el pelo teñido de color púrpura. La camisa polo de Logan se cambió por una camisa aún más oscura, y la corbata pasó a ser de color azul con franjas añiles. Patton al principio tuvo pocos cambios, aparte de anudarse ocasionalmente su pijama de cuerpo entero con forma de gato por breves plazos de tiempo, pero en el tercer episodio reemplazó su cárdigan viejo por una capucha de gato también anudada a los hombros que en la historia le regala Logan. Roman reemplazó su traje por uno más estilizado, de estilo similar, pero con adornos dorados en el pecho y los dos hombros y mangas, un cuello más alto y la banda roja atada formando un ribete en la cadera izquierda. El vestuario de Virgil fue el que tuvo más cambios. Comenzó a llevar una camiseta rota de color púrpura, y la capucha fue negra en el exterior y púrpura en el interior con parches de tela a cuadros de color púrpura cosidos en el exterior con hilo dorado en grandes costurones. El nuevo vestuario de Virgil fue diseñado, teñido y cosido a mano por Joan y Talyn usando prendas y trozos de tela existentes. El maquillaje de Virgil también se actualizó, ya que su sombra de ojos anterior, que en la realidad se hacía Thomas Sanders pintándose los párpados con un lápiz de ojos gris que después se emborronaba con el dedo, fue reemplazada por auténtica sombra de ojos negra que aplicaba Talyn, pero este cambió ya había sucedido en el episodio final de la primera temporada, en el que Talyn debutó en tareas de maquillaje.
Con el cambio, las ropas de los Sanders Sides comenzaron a llevar logos individuales que los identificaban. El logo de Logan consiste en un cerebro de color blanco con gafas negras. El logo de Patton es un corazón blanco con una sonrisa y gafas negras. El logo de Roman es un escudo heráldico de estilo medieval con el fondo gules sobre el que, trazados en oro, se muestran un castillo rodeado por un foso y un sol por encima. El logo de Virgil consiste en una nube de color púrpura de la que sale un rayo. Excepto con Roman, cuyo logo aparece en sus dos mangas junto a los hombros, el resto de los logos aparecen en el lado izquierdo del pecho de cada uno. Los nuevos logos se estrenaron en un evento de merchandising que Sanders presentó en Broadway, Nueva York, el 19 y 20 de agosto de 2017. Estos vestuarios rediseñados solo aparecen en Sanders Sides. Los equivalentes de Sanders Shorts siguen llevando el vestuario de la primera temporada, que siempre han usado desde sus primeras apariciones en Vine, algo que se usa para reforzar el hecho de que, como se señala anteriormente, los personajes de Sanders Shorts son canónicamente independientes de los de Sanders Sides.